# Lake Boomanjin

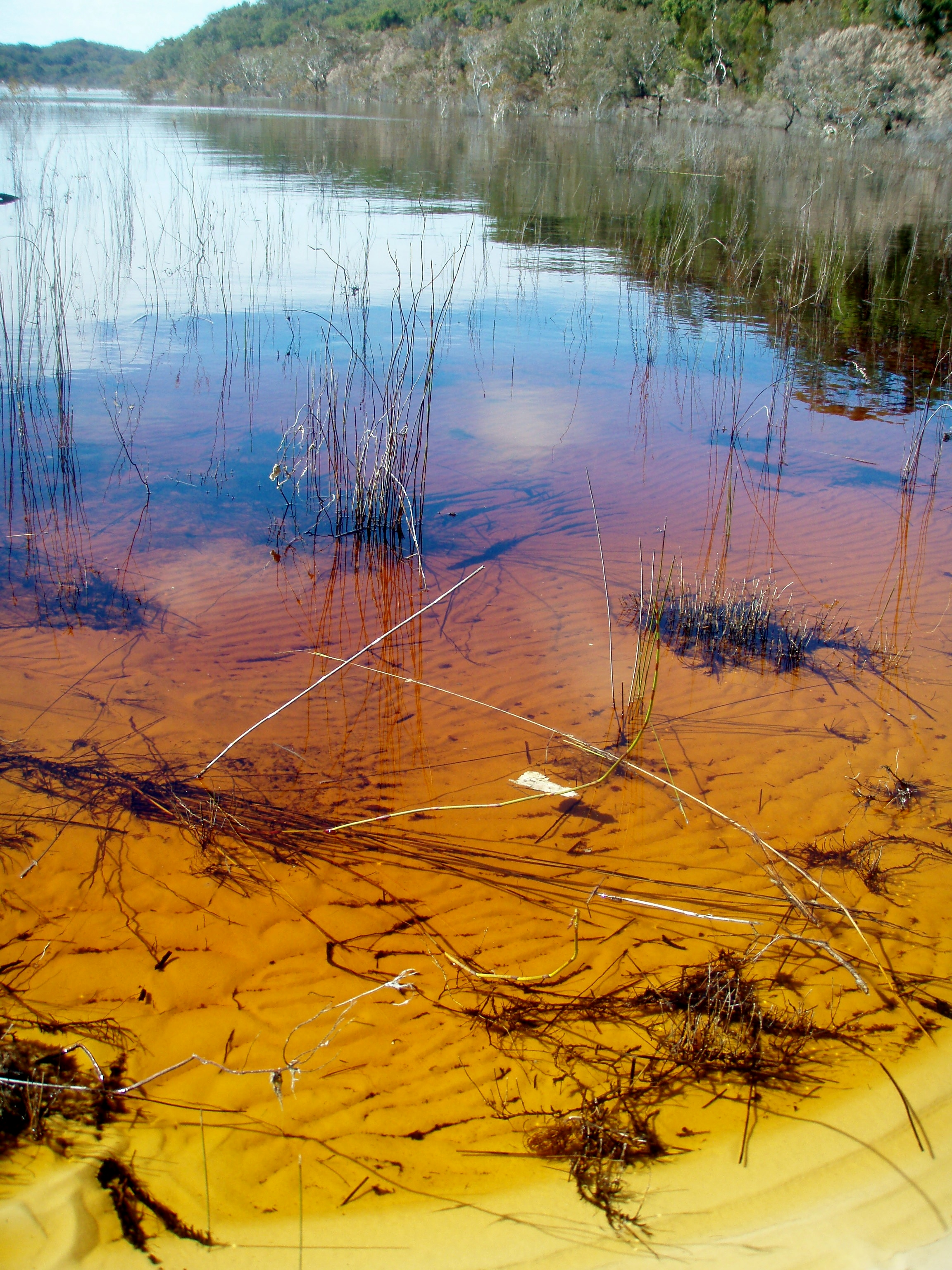
Uferbereich mit bräunlichem Wasser

Lake Boomanjin ist ein bräunlicher See auf der australischen Sandinsel K’gari im Bundesstaat Queensland. Er ist der größte Grundwassersee (perched lake) auf der Insel. Die bräunliche Farbe des Wassers stammt von Tanninen.
Der See liegt in der südlichen Hälfte der Insel nicht weit entfernt von ihrem Ostufer. Der Wanderweg Fraser Island Great Walk und die Fahrpiste Southern Lakes Scenic Drive führen am Gewässer vorbei. Es gibt am See einen umzäunten Campingplatz. Von Dilli Village zum See sind es rund sechs Kilometer.